# 阿维图斯
埃帕尔基乌斯·阿维图斯（Eparchius Avitus，约385年—约457年），罗马帝国西部的皇帝（455年—456年在位）。

## 早年经历
阿维图斯出身富裕的高卢罗马贵族家族，他的父亲可能是410年代末的高卢大区司政官和421年的执政官阿格里科拉。他接受了良好的教育，在一些地位显赫的家族中都有人脉。他的地产主要集中在奥弗涅的克莱蒙费朗。430年代，在征讨诺里孔人和勃艮第人的战役中，他在埃提乌斯麾下表现出色，随后便平步青云，在大约公元439年至441年间担任高卢大区的最高文职官员——司政官。
他之后离职，可能是正常的换届，也可能是因为与埃提乌斯不和。大约十年后，他又重新被重用。此后，他在同西哥特人的协商中发挥重要作用，获得援助，在公元451年帮助埃提乌斯抵御阿提拉对高卢的进攻。

## 登上帝位
455年3月16日，皇帝瓦伦丁尼安三世被刺身亡，佩特罗尼乌斯·马克西穆斯即位，新皇帝将阿维图斯提拔为军事统帅（可能是御前军统帅），并且派到西哥特王国的宫廷请求支持。根据高卢诗人、主教，同时也是阿维图斯的女婿西多尼乌斯对此的描述，西哥特人听说瓦伦提尼安三世被杀，便准备发动战争，接管整个西罗马。此时，阿维图斯的到来令他们惊慌失措，并且立刻向新政权效忠：
一个哥特人已经重新打造自己的镰刀，正在石砧上锻造长剑，用石头将它打磨锋利。这个人已经准备好，一声号角便奋起杀敌，随时都会砍倒敌人，让他们的尸体四处横陈。他一听到阿维图斯的名字，便大呼：“战争取消了！把犁还给我！”
史学家指出这显然是粉饰之辞。而就在阿维图斯待在西哥特国王狄奥多里克二世的宫廷期间，汪达尔人进攻罗马，皇帝马克西穆斯在5月31日被杀。阿维图斯闻讯立刻在西哥特宫廷自立为帝，并且得到了狄奥多里克和西哥特人的支持。
7月9日，在高卢大区首府阿勒拉特的会议上，高卢贵族承认了阿维图斯为皇帝。8月5日，元老院也表态支持阿维图斯。很快，意大利野战军（comitatenses）指挥官里西梅尔和马约里安也愿意表示承认阿维图斯，因为他们畏惧由阿维图斯差遣的哥特大军。阿维图斯亦派出使节前往君士坦丁堡，寻求东罗马的承认。随后，他离开阿勒拉特，准备前往罗马。
阿维图斯首先前往诺里库姆平息当地动乱，之后南下抵达拉文纳，在这里任命了西哥特人雷米斯图斯为勋贵和全军统帅（patricius et magister utriusque militiae），并留下部分哥特军队驻守此地。9月21日，阿维图斯抵达罗马。

## 统治

### 巩固权力
456年1月1日，阿维图斯按惯例在罗马就任此年的执政官，但是东罗马提名了瓦拉涅斯（Varanes）和约安尼斯（Iohannes）为本年执政官，并未承认阿维图斯的地位。此外，由于阿维图斯是被西哥特人所拥立，因此元老院和意大利军队都对他是否是哥特人的傀儡感到疑虑。显然阿维图斯意识到这一点，在就任执政官时，他的女婿西多尼乌斯代他发表演说，强调了他不听命于任何人，而是真正的罗马人，以及能让西哥特人顺从的人：
我们不强迫您（紫袍加身），但我们请求您这样做。如果您成为首领，我就是罗马的朋友；如果您成为皇帝，我就是她的战士。您并没有从任何人手中窃取君权。没有奥古斯都统治的拉蒂纳（Latian）群山，没有主人的宫殿是属于您的……我要做的就是为您效力。但如果高卢要求您，因为她有权这样做，帝国将会乐意接受您的统领，否则它将灭亡。——西多尼乌斯在演说中宣称的西哥特国王狄奥多里克二世对阿维图斯称帝的表态

### 外事
多年来，汪达尔人一直持续劫掠意大利沿岸。阿维图斯派遣里西梅尔与汪达尔人对抗，在阿格里真托和科西嘉挫败了汪达尔人的进攻。
此外，自440年代以来，罗马的防御重心放在了多瑙河，基本无力阻止苏维汇人在希斯帕尼亚的活动。西哥特国王狄奥多里克二世借机要求“帮助遏制苏维汇人的劫掠”，派遣军队进入希斯帕尼亚，击败苏维汇人并且洗劫了大量财富。勃艮第人也在这一时期夺取了高卢重镇卢格敦。

### 内政
汪达尔人在455年的劫掠对罗马造成了严重的破坏，汪达尔人对海上航线的控制也导致罗马出现粮食短缺。阿维图斯无力解决这些问题，他带来的哥特大军则让情况雪上加霜。这些都造成了罗马人对阿维图斯的不满。迫于压力，阿维图斯遣散了大部分军队，甚至不得不熔化一些雕像来支付哥特军队的巨额薪资。

## 倒台
456年秋季，意大利军队的指挥官里西梅尔和马约里安利用不满情绪，发起叛乱。阿维图斯无力抵抗，不得不逃离罗马。9月17日，里西梅尔在拉文纳附近击败并处决了阿维图斯任命的全军统帅雷米斯图斯，同时，元老院也宣布罢免阿维图斯。
阿维图斯逃到了高卢，重新集结支持者，并任命了米赛亚努斯为新的全军统帅，随后回军意大利。10月17日，阿维图斯在普拉森提亚与里西梅尔的军队交战，战败，米赛亚努斯等一批阿维图斯的支持者尽数被杀。阿维图斯随后被强迫退位，成为皮亚琴察主教，不久后神秘死去。
阿维图斯的儿子埃克底修斯·阿维图斯后来因在高卢组织私兵抵抗西哥特人的入侵而闻名，并且在474年被皇帝尼波斯任命为全军统帅。